# Ctenomys goodfellowi
Ctenomys goodfellowi és una espècie de mamífer rosegador de la família dels ctenòmids. És endèmic del departament de Santa Cruz (sud-est de Bolívia). El seu hàbitat natural són els boscos secs chiquitanos. És una espècie en risc mínim, és a dir, no sembla que hi hagi cap amenaça significativa per a la seva supervivència.
Aquest tàxon fou anomenat en honor de l'ornitòleg i explorador britànic Walter Goodfellow.